# サヤーム・ダーラー
サヤーム・ダーラー（タイ語: สยามดารา、英語: Siam Dara）は、タイ王国のタイ語芸能新聞。2005年6月29日に創刊。サヤーム・ダーラー社が発行。ギレーンガーンピム社(กิเลน การพิมพ์ จำกัด）が印刷。公称12万部。1部10バーツ。

## 概要
サヤーム・ダーラーはサヤーム・ギーラーのサヤーム・スポーツ・シンジケート社より発行されている隔週刊の芸能新聞、サヤーム・バントゥーン（สยามบันเทิง Siam Bunterng）が好評であったのをうけて、前記の隔週紙はそのまま据え置き、あらたにタイ国内初の日刊芸能新聞として同社のグループ企業により印刷、発行された。社主はサヤームギーラー社主の長男であるウィラック･ロートーン（วิลักษณ์ โหลทอง）、経営責任者はヨーチャイ・カンタチャワナ（ยอดชาย ขันธะชวนะ）。以前の責任者はティーラパット・スータブット（ธีรภัทร์ สูตะบุตร）。